# FK Kylešovice
Fotbalový klub Kylešovice je český] fotbalový klub z opavské evidenční části Kylešovice, hrající od sezóny 2016/17 I. B třídu Moravskoslezského kraje (7. nejvyšší soutěž). Klub byl založen v roce 1942.
Své domácí zápasy odehrává na stadionu Kylešovice.

## Odchovanci
Nejznámějším odchovancem je Zdeněk Pospěch, začínal zde mj. také Radek Špiláček.

## Umístění v jednotlivých sezonách
Zdroj: 
Stručný přehled
- 2004–2007: Okresní soutěž Opavska – sk. B
- 2007–2011: Okresní přebor Opavska
- 2011–2013: I. B třída Moravskoslezského kraje – sk. A
- 2013–2016: I. A třída Moravskoslezského kraje – sk. A
- 2016–2019: I. B třída Moravskoslezského kraje – sk. A
- 2019–2022: Okresní přebor Opavska
- 2022–2025: Okresní soutěž Opavska – sk. C
- 2025–: Okresní přebor Opavska

Jednotlivé ročníky
Legenda: Z - zápasy, V - výhry, R - remízy, P - porážky, VG - vstřelené góly, OG - obdržené góly, +/- - rozdíl skóre, B - body, červené podbarvení - sestup, zelené podbarvení - postup, fialové podbarvení - reorganizace, změna skupiny či soutěže
| Česko (2004 – ) |                                            |        |     |     |     |     |     |     |     |     |        |
| Sezóny          | Liga                                       | Úroveň | Z   | V   | R   | P   | VG  | OG  | +/- | B   | Pozice |
| 2004/05         | Okresní soutěž Opavska – sk. B             | 9      | ... | ... | ... | ... | ... | ... | ... | ... |        |
| 2005/06         | Okresní soutěž Opavska – sk. B             | 9      | 24  | 7   | 4   | 13  | 32  | 42  | −10 | 25  | 10.    |
| 2006/07         | Okresní soutěž Opavska – sk. B             | 9      | 22  | 16  | 2   | 4   | 69  | 17  | +52 | 50  | 1.     |
| 2007/08         | Okresní přebor Opavska                     | 8      | 26  | 9   | 9   | 8   | 43  | 36  | +7  | 36  | 9.     |
| 2008/09         | Okresní přebor Opavska                     | 8      | 26  | 15  | 4   | 7   | 70  | 31  | +39 | 49  | 4.     |
| 2009/10         | Okresní přebor Opavska                     | 8      | 26  | 17  | 6   | 3   | 87  | 33  | +54 | 57  | 2.     |
| 2010/11         | Okresní přebor Opavska                     | 8      | 26  | 21  | 1   | 4   | 89  | 28  | +61 | 64  | 1.     |
| 2011/12         | I. B třída Moravskoslezského kraje – sk. A | 7      | 26  | 11  | 5   | 10  | 57  | 50  | +7  | 38  | 6.     |
| 2012/13         | I. B třída Moravskoslezského kraje – sk. A | 7      | 26  | 17  | 1   | 8   | 69  | 33  | +36 | 52  | 3.     |
| 2013/14         | I. A třída Moravskoslezského kraje – sk. A | 6      | 26  | 10  | 4   | 12  | 47  | 52  | −5  | 34  | 8.     |
| 2014/15         | I. A třída Moravskoslezského kraje – sk. A | 6      | 26  | 8   | 6   | 12  | 30  | 51  | −21 | 30  | 11.    |
| 2015/16         | I. A třída Moravskoslezského kraje – sk. A | 6      | 26  | 6   | 6   | 14  | 28  | 57  | −29 | 24  | 13.    |
| 2016/17         | I. B třída Moravskoslezského kraje – sk. A | 7      | 26  | 8   | 5   | 13  | 42  | 47  | −5  | 29  | 10.    |
| 2017/18         | I. B třída Moravskoslezského kraje – sk. A | 7      | 26  | 9   | 4   | 13  | 45  | 79  | −34 | 31  | 10.    |
| 2018/19         | I. B třída Moravskoslezského kraje – sk. A | 7      | 26  | 5   | 2   | 19  | 41  | 100 | −59 | 17  | 13.    |
| 2019/20         | Okresní přebor Opavska                     | 8      | 13  | 4   | 1   | 8   | 25  | 49  | −24 | 13  | 11.    |
| 2020/21         | Okresní přebor Opavska                     | 8      | 8   | 0   | 0   | 8   | 10  | 38  | −28 | 0   | 14.    |
| 2021/22         | Okresní přebor Opavska                     | 8      | 26  | 3   | 1   | 22  | 29  | 116 | −87 | 10  | 14.    |
| 2022/23         | Okresní soutěž Opavska – sk. C             | 9      | 17  | 13  | 1   | 3   | 78  | 24  | +54 | 40  | 2.     |
| 2023/24         | Okresní soutěž Opavska – sk. C             | 9      | 22  | 13  | 5   | 4   | 75  | 31  | +44 | 44  | 4.     |
| 2024/25         | Okresní soutěž Opavska – sk. C             | 9      | 20  | 18  | 2   | 0   | 88  | 19  | +69 | 56  | 1.     |

Poznámky:
- 2019/20: Sezona nedohrána kvůli pandemii covidu-19.
- 2020/21: Sezona nedohrána kvůli pandemii covidu-19.